# Muriceides echinata
Muriceides echinata är en korallart som beskrevs av Thomson 1927. Muriceides echinata ingår i släktet Muriceides och familjen Plexauridae. Inga underarter finns listade i Catalogue of Life.